# Дополнительный капитал
Дополнительный капитал банка — часть собственного капитала банка. Иногда его называют — капитал второго уровня. Источниками дополнительного капитала являются:
1. Прирост стоимости имущества за счет переоценки;
2. Часть резерва на возможные потери по ссудам;
3. Фонды, сформированные в текущем году, прибыль текущего года;
4. Субординированные кредиты;
5. Привилегированные акции с кумулятивным элементом;
6. Прибыль прошлого года до аудиторского заключения.

Также как и основной, дополнительный капитал банка служит для реализации защитной (защита вкладчиков и кредиторов банка), оперативной (источник формирования и развития материальной базы банка) и регулирующей функции(снижает риски финансовой неустойчивости и последствия чрезмерных рисков) собственного капитала, частью которого является.